# 形左实右
在中华人民共和国，特别是与文化大革命有关的话题下，“形左实右”或“形‘左’实右”常被用作贬义词。其曾被用于指代刘少奇、四人帮和林彪反革命集团等的思想及意识形态。

## 文革前
1964年6月，中国共产党主席毛泽东在中央工作会议批评中国国家主席刘少奇对四清运动后十条的修改，对刘少奇产生了不是“真正的马克思列宁主义者”的疑虑。

## 文革期间
1966年8月5日，毛泽东在《炮打司令部——我的一张大字报》中不点名地公开指责刘少奇有“形‘左’而实右的错误倾向”。
文化大革命初期的一些社会思潮被指责是“极‘左’思潮”，且“形‘左’实右”。1970年，姚文元报告称“从人性论中‘可以直接引出右倾机会主义路线，以及极‘左’、形‘左’实右的路线。”
1971年林彪事件后，毛泽东的妻子江青强调林彪的错误是“形‘左’实右”，所以要批右，而国务院总理周恩来则主张批“左”。

## 文革后
文革后，四人帮实行的路线被称为形“左”实右，一部分学者称其实质为右倾、极右，另一部分学者则称实质为左倾、极左。1981年《关于建国以来党的若干历史问题的决议》认为，毛泽东在1958年中共八大二次会议之后的路线、林彪反革命集团、江青反革命集团和凡是派均为左的错误。
改革开放被一些人质疑是形左实右，是“打左灯，向右走”，“中国特色社会主义是中国特色的资本主义”。
1983年的一篇文章表示第四国际是形左实右、假左真右。
2007年自由亚洲电台的一则报道援引美国西东大学教授尹尊声的话，称新左派没有市场，且“新左派都是假左派，都是形左实右”。